# 永康機場
23°02′10″N 120°14′26″E / 23.036089475262358°N 120.24049663165394°E
永康機場（日语：／ Eikō Hikōjō）是位於今臺灣臺南市永康區台南應用科技大學一帶，臺灣日治時期興建的機場之一，現已不存。該機場原為民用機場，二次大戰期間逐漸轉為軍用機場。

## 沿革

### 名稱演變
永康機場在日治時期稱為「臺南飛行場」，與現在的臺南機場同名。由於當時的臺南機場是日本海軍所使用，永康機場則是臺灣總督府所有的民用機場，所以最初並沒有造成混亂。但隨著永康機場逐漸轉成軍用機場後，為了區分會加註「永康庄」，或是寫作「臺南（北）飛行場」。而在二次大戰結束時的日軍呈繳清冊中，已使用「永康飛機場」的稱呼。二次大戰後中華民國空軍總司令部編製的《空軍年鑑》
（1946年），則使用「永康機場」的稱呼。
另外在二次大戰期間，美軍對該的稱呼則有「Eikosho (Tainan) Airport」與「Eiko Airfield」的用法。